# Sandro Vitali
Sandro Vitali (* 27. August 1966 in Olten) ist ein ehemaliger Radrennfahrer aus der Schweiz.

## Sportliche Laufbahn
Vitali war im Strassenradsport aktiv. Als Amateur siegte er auf einer Etappe des Giro del Ticino 1987. 1989 gewann er die Kaistenberg-Rundfahrt vor Leigh Chapman. Vitali gewann auch die Schynberg-Rundfahrt.
1989 startete er mit der Nationalmannschaft in der Internationalen Friedensfahrt und belegte den 50. Platz in der Gesamtwertung.
1990 wurde er Berufsfahrer im Radsportteam Frank-Toyo und blieb bis 1993 aktiv. 1993 gewann Vitali eine Etappe im Grand Prix Guillaume Tell. Weitere Erfolge konnte er als Profi nicht verzeichnen.